# Theodor Geiger
Theodor Geiger (ur. 9 listopada 1891 w Monachium, zm. 6 czerwca 1952) – niemiecki socjolog.

## Życiorys
W latach 1938–1933 wykładał w Wyższej Szkole w Brunszwiku jako profesor, 1933 wyemigrował do Danii, gdzie 1938-1940 był profesorem uniwersytetu w Århus. Po agresji III Rzeszy na Danię był prześladowany przez Niemców, w związku z czym w 1943 uciekł do Szwecji i został wykładowcą akademickim w Sztokholmie i Uppsali. W 1945 wrócił do Århus, gdzie ponownie objął katedrę uniwersytetu, później założył pierwszy skandynawski instytut badań społecznych i rozwinął pismo socjologiczne "Acta Sociologica". W badaniach naukowych zajmował się stratyfikacją i mobilnością społeczną, miejscem i rolą inteligencji w społeczeństwie, typologią grup społecznych, socjologią prawa i socjologią wiedzy. Jest autorem prac "Soziologie" (1939), Aufgaben und Stelung der Intelligenz in der Gelleschaft (1949), Ideologie und Wahrheit (1953).